# Gustave Gruson
Pour les articles homonymes, voir Gruson (homonymie).
 (juillet 2018).
Gustave Jules Marie Gruson né le 11 août 1893 à Lille et mort le 18 janvier 1963 est un architecte français, actif à Mons-en-Barœul.

## Biographie
Gustave Gruson est élève de Georges Dehaudt à l'école régionale d'architecture de Lille, admis en 2e classe le 16 mars 1914. Après la Première Guerre mondiale, dont il est revenu gravement blessé avec une amputation de la jambe gauche, il poursuit ses études à l'école des beaux-arts de Paris où il est élève de Victor Laloux et Charles Lemaresquier. Il passe en première classe en 1920 et obtient son diplôme en 1921.
Il s'installe en tant qu'architecte au 22, rue Désiré-Courcot à Mons-en-Barœul. Durant la Seconde Guerre mondiale, il remplace son collègue Jules Jourdain retenu prisonnier.
Il est l'auteur de l'église paroissiale du Très-Saint-Sacrement à Lille (reconstruction d'après la Seconde Guerre mondiale).
Il est nommé chevalier de la Légion d'honneur le 14 juillet 1939.

## Réalisations notables
- Avant 1914 : maison au 11, rue Chanzy à Lille.
- 1950-1953 :église paroissiale du Très-Saint-Sacrement à Lille[4].

## Distinctions

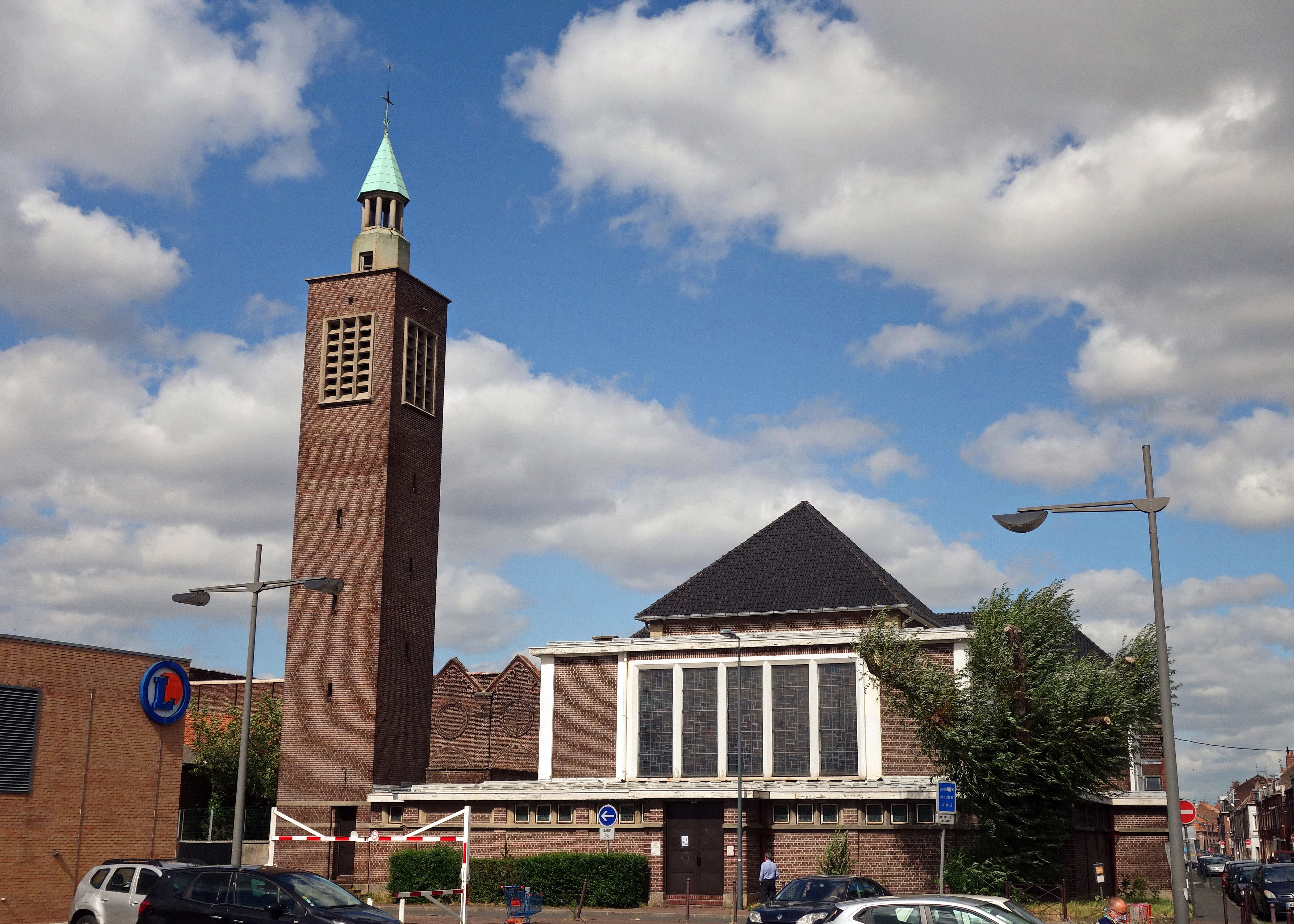
Fives (Lille) — Église Saint-Sacrement

- Chevalier de la Légion d'honneur
- Médaille militaire
- Croix de guerre 1914–1918